# Světový pohár v jízdě na saních 2015/2016
Světový pohár v jízdě na saních 2015/2016 byla mezinárodní soutěž skládající se z více jednotlivých závodů v několika kategoriích, organizovaných v průběhu sezony pod záštitou Mezinárodní sáňkařské federace (FIL). První závody se uskutečnily 28. listopadu 2015 v Igls v Rakousku, poslední 21. února 2016 ve Winterbergu v Německu.

## Kalendář
Závody světového poháru se uskutečnili v následujících devíti destinacích:
| Místo       | Datum                  | Podrobnosti     |
| ----------- | ---------------------- | --------------- |
| Igls        | 28.–29. listopadu 2015 |                 |
| Lake Placid | 4.–5. prosince 2015    |                 |
| Utah        | 11.–12. prosince 2015  | bez závodu týmů |
| Calgary     | 18.–19. prosince 2015  | bez závodu týmů |
| Sigulda     | 9.–10. ledna 2016      |                 |
| Oberhof     | 16.–17. ledna 2016     | bez závodu týmů |
| Soči        | 6.–7. února 2016       |                 |
| Altenberg   | 13.–14. února 2016     |                 |
| Winterberg  | 20.–21. února 2016     |                 |

## Výsledky

### Muži, jednotlivci
| Místo:           | Zlato:              | Čas                        | Stříbro:            | Čas                        | Bronz:              | Čas                        |
| Igls             | Dominik Fischnaller | 1:40.687 (50.263 / 50.424) | Armin Frauscher     | 1:40.693 (50.290 / 50.403) | Wolfgang Kindl      | 1:40.719 (50.361 / 50.358) |
| Lake Placid      | Chris Mazdzer       | 1:42.808 (51.400 / 51.408) | Tucker West         | 1:42.841 (51.425 / 51.416) | Wolfgang Kindl      | 1:42.848 (51.457 / 51.391) |
| Utah             | Chris Mazdzer       | 1:30.960 (45.479 / 45.481) | Wolfgang Kindl      | 1:31.056 (45.499 / 45.557) | Felix Loch          | 1:31.087 (45.525 / 45.562) |
| Utah (Sprint)    | Wolfgang Kindl      | 28.033                     | Dominik Fischnaller | 28.219                     | Felix Loch          | 28.232                     |
| Calgary          | Felix Loch          | 1:30.304 (45.064 / 45.240) | Chris Mazdzer       | 1:30.628 (45.172 / 45.456) | Wolfgang Kindl      | 1:30.673 (45.175 / 45.498) |
| Calgary (Sprint) | Felix Loch          | 30.091                     | Roman Repilov       | 30.279                     | Wolfgang Kindl      | 30.329                     |
| Sigulda          | Felix Loch          | 1:36.316 (48.136 / 48.180) | Semen Pavličenko    | 1:36.531 (48.392 / 48.139) | Tucker West         | 1:36.775 (48.440 / 48.335) |
| Oberhof          | Felix Loch          | 1:26.068 (43.029 / 43.039) | Andi Langenhan      | 1:26.453 (43.175 / 43.278) | Ralf Palik          | 1:26.547 (43.191 / 43.356) |
| Oberhof (Sprint) | Felix Loch          | 33.416                     | Andi Langenhan      | 33.624                     | Ralf Palik          | 33.668                     |
| Soči             | Felix Loch          | 1:43.967 (51.950 / 52.017) | Wolfgang Kindl      | 1:44.399 (52.191 / 52.208) | Dominik Fischnaller | 1:44.431 (52.112 / 52.319) |
| Altenberg        | Felix Loch          | 1:47.556 (53.780 / 53.776) | Roman Repilov       | 1:47.885 (53.994 / 53.891) | Chris Mazdzer       | 1:47.902 (53.934 / 53.968) |
| Winterberg       | Stepan Fedorov      | 1:47.210 (53.977 / 53.233) | Chris Mazdzer       | 1:47.245 (54.024 / 53.221) | Dominik Fischnaller | 1:47.276 (53.878 / 53.398) |

### Ženy, jednotlivkyně
| Místo:           | Zlato:               | Čas                        | Stříbro:             | Čas                        | Bronz:               | Čas                        |
| Igls             | Dajana Eitberger     | 1:19.795 (39.827 / 39.968) | Natalie Geisenberger | 1:20.009 (40.003 / 40.006) | Alex Gough           | 1:20.017 (40.015 / 40.002) |
| Lake Placid      | Erin Hamlin          | 1:27.961 (43.912 / 44.049) | Emily Sweeney        | 1:28.136 (44.033 / 44.103) | Summer Britcher      | 1:28.221 (44.148 / 44.073) |
| Utah             | Summer Britcher      | 1:27.537 (43.825 / 43.712) | Erin Hamlin          | 1:27.614 (43.860 / 43.754) | Dajana Eitberger     | 1:27.770 (43.872 / 43.898) |
| Utah (Sprint)    | Summer Britcher      | 32.477                     | Erin Hamlin          | 32.514                     | Dajana Eitberger     | 32.576                     |
| Calgary          | Natalie Geisenberger | 1:33.569 (46.818 / 46.751) | Erin Hamlin          | 1:33.581 (46.814 / 46.767) | Summer Britcher      | 1:33.712 (46.949 / 46.763) |
| Calgary (Sprint) | Summer Britcher      | 31.129                     | Dajana Eitberger     | 31.132                     | Tatiana Ivanova      | 31.186                     |
| Sigulda          | Tatiana Ivanova      | 1:23.634 (41.840 / 41.794) | Tatjana Hüfner       | 1:23.731 (41.841 / 41.890) | Natalie Geisenberger | 1:23.766 (41.881 / 41.885) |
| Oberhof          | Tatjana Hüfner       | 1:23.006 (41.355 / 41.651) | Natalie Geisenberger | 1:23.048 (41.414 / 41.634) | Dajana Eitberger     | 1:23.139 (41.386 / 41.753) |
| Oberhof (Sprint) | Natalie Geisenberger | 26.250                     | Dajana Eitberger     | 26.308                     | Tatjana Hüfner       | 26.374                     |
| Soči             | Tatiana Ivanova      | 1:41.023 (50.534 / 50.489) | Viktoria Demčenko    | 1:41.152 (50.684 / 50.468) | Natalie Geisenberger | 1:41.213 (50.679 / 50.534) |
| Altenberg        | Tatjana Hüfner       | 1:46.379 (53.359 / 53.020) | Elīza Cauce          | 1:46.590 (53.283 / 53.307) | Tatiana Ivanova      | 1:46.692 (53.339 / 53.353) |
| Winterberg       | Tatjana Hüfner       | 1:53.009 (56.734 / 56.275) | Natalie Geisenberger | 1:53.138 (56.963 / 56.175) | Tatiana Ivanova      | 1:53.368 (57.091 / 56.277) |

### Páry
| Místo:           | Zlato:                                    | Čas                        | Stříbro:                                                               | Čas                        | Bronz:                                      | Čas                        |
| Igls             | Toni Eggert Sascha Benecken Německo       | 1:19.381 (39.689 / 39.692) | Peter Penz Georg Fischler Rakousko                                     | 1:19.492 (39.769 / 39.723) | Tobias Wendl Tobias Arlt Německo            | 1:19.836 (39.754 / 40.082) |
| Lake Placid      | Toni Eggert Sascha Benecken Německo       | 1:27.583 (43.781 / 43.802) | Peter Penz Georg Fischler Rakousko                                     | 1:27.965 (43.954 / 44.011) | Andris Šics Juris Šics Lotyšsko             | 1:28.107 (43.976 / 44.131) |
| Utah             | Tobias Wendl Tobias Arlt Německo          | 1:27.092 (43.650 / 43.442) | Toni Eggert Sascha Benecken Německo                                    | 1:27.567 (43.858/ 43.709)  | Peter Penz Georg Fischler Rakousko          | 1:27.679 (43.846 / 43.833) |
| Utah (Sprint)    | Christian Oberstolz Patrick Gruber Itálie | 32.521                     | Tobias Wendl Tobias Arlt Německo                                       | 32.537                     | Toni Eggert Sascha Benecken Německo         | 32.564                     |
| Calgary          | Toni Eggert Sascha Benecken Německo       | 1:28.223 (44.098 / 44.125) | Peter Penz Georg Fischler Rakousko                                     | 1:28.327 (44.193 / 44.134) | Tobias Wendl Tobias Arlt Německo            | 1:28.580 (44.522 / 44.058) |
| Calgary (Sprint) | Tobias Wendl Tobias Arlt Německo          | 36.310                     | Toni Eggert Sascha Benecken Německo Peter Penz Georg Fischler Rakousko | 36.316                     |                                             |                            |
| Sigulda          | Tobias Wendl Tobias Arlt Německo          | 1:23.642 (41.778 / 41.864) | Oskars Gudramovičs Pēteris Kalniņš Lotyšsko                            | 1:23.980 (41.965 / 42.015) | Peter Penz Georg Fischler Rakousko          | 1:24.013 (42.009 / 42.004) |
| Oberhof          | Tobias Wendl Tobias Arlt Německo          | 1:21.713 (40.693 / 41.020) | Toni Eggert Sascha Benecken Německo                                    | 1:22.322 (41.052 / 41.270) | Peter Penz Georg Fischler Rakousko          | 1:22.450 (41.157 / 41.293) |
| Oberhof (Sprint) | Tobias Wendl Tobias Arlt Německo          | 26.166                     | Toni Eggert Sascha Benecken Německo                                    | 26.440                     | Andris Šics Juris Šics Lotyšsko             | 26.470                     |
| Soči             | Tobias Wendl Tobias Arlt Německo          | 1:40.368 (50.376 / 49.992) | Andrej Bogdanov Andrej Medvedev Rusko                                  | 1:40.889 (50.439 / 50.450) | Christian Oberstolz Patrick Gruber Itálie   | 1:40.992 (50.327 / 50.665) |
| Altenberg        | Toni Eggert Sascha Benecken Německo       | 1:22.890 (41.502 / 41.388) | Tobias Wendl Tobias Arlt Německo                                       | 1:23.269 (41.684 / 41.585) | Peter Penz Georg Fischler Rakousko          | 1:23.471 (41.712 / 41.759) |
| Winterberg       | Toni Eggert Sascha Benecken Německo       | 1:26.473 (43.158 / 43.315) | Tobias Wendl Tobias Arlt Německo                                       | 1:26.863 (43.507 / 43.356) | Oskars Gudramovičs Pēteris Kalniņš Lotyšsko | 1:27.055 (43.552 / 43.503) |

### Týmy
| Místo:      | Zlato:                                                                 | Čas                          | Stříbro:                                                                  | Čas                          | Bronz:                                                                     | Čas                          |
| Igls        | Dajana Eitberger Andi Langenhan Toni Eggert Sascha Benecken Německo    | 2:09:035 (41.506 / 1:25.207) | Elīza Cauce Artūrs Dārznieks Andris Šics Juris Šics Lotyšsko              | 2:09:428 (41.691 / 1:25.543) | Sandra Robatscher Dominik Fischnaller Ludwig Rieder Patrick Rastner Itálie | 2:09:799 (41.891 / 1:25.673) |
| Lake Placid | Erin Hamlin Chris Mazdzer Justin Krewson Andrew Sherk USA              | 2:32.767 (49.464 / 1:40.504) | Elīza Cauce Inars Kivlenieks Andris Šics Juris Šics Lotyšsko              | 2:33.638 (50.026 / 1:41.679) | Tatiana Ivanova Semen Pavličenko Andrej Bogdanov Andrej Medvedev Rusko     | 2:33.695 (49.885 / 1:41.281) |
| Sigulda     | Tatjana Hüfner Felix Loch Tobias Wendl Tobias Arlt Německo             | 2:14.386 (43.620 / 1:28.880) | Elīza Cauce Artūrs Dārznieks Oskars Gudramovičs Pēteris Kalniņš Lotyšsko  | 2:14.602 (43.823 / 1:29.089) | Tatiana Ivanova Semen Pavličenko Andrej Bogdanov Andrej Medvedev Rusko     | 2:14.757 (43.275 / 1:28.269) |
| Soči        | Tatiana Ivanova Semen Pavličenko Andrej Bogdanov Andrej Medvedev Rusko | 2:50.392 (55.313 / 1:52.397) | Natalie Geisenberger Felix Loch Tobias Wendl Tobias Arlt Německo          | 2:50.397 (55.921 / 1:53.060) | Miriam Kastlunger Wolfgang Kindl Peter Penz Georg Fischler Rakousko        | 2:51.775 (56.195 / 1:53.623) |
| Altenberg   | Tatjana Hüfner Felix Loch Toni Eggert Sascha Benecken Německo          | 2:24.204 (47.157 / 1:35.508) | Kimberley McRae Mitchel Malyk Tristan Walker Justin Snith Kanada          | 2:24.550 (47.229 / 1:35.789) | Elīza Cauce Artūrs Dārznieks Andris Šics Juris Šics Lotyšsko               | 2:24.982 (47.105 / 1:36.148) |
| Winterberg  | Arianne Jones Mitchel Malyk Tristan Walker Justin Snith Kanada         | 2:26.595 (47.956 / 1:37.359) | Tatiana Ivanova Stepan Fedorov Alexander Denisjev Vladislav Antonov Rusko | 2:27.127 (48.003 / 1:37.440) | Miriam Kastlunger Wolfgang Kindl Thomas Steu Lorenz Koller Rakousko        | 2:27.237 (48.243 / 1:37.392) |

## Pořadí

### Muži, jednotlivci
| Poř. | Sáňkař                    | Body |
| ---- | ------------------------- | ---- |
| 1.   | Felix Loch (GER)*         | 940  |
| 2.   | Wolfgang Kindl (AUT)      | 795  |
| 3.   | Chris Mazdzer (USA)       | 700  |
| 4.   | Ralf Palik (GER)          | 628  |
| 5.   | Andi Langenhan (GER)      | 617  |
| 6.   | Dominik Fischnaller (ITA) | 590  |
| 7.   | Tucker West (USA)         | 524  |
| 8.   | Johannes Ludwig (GER)     | 481  |
| 9.   | Roman Repilov (RUS)       | 395  |
| 10.  | Semen Pavličenko (RUS)    | 377  |

- (*vítěz 2015)

### Muži, jednotlivci, sprint
| Poř. | Sáňkař                    | Agg. time |
| ---- | ------------------------- | --------- |
| 1.   | Felix Loch (GER)          | 1:31.739  |
| 2.   | Wolfgang Kindl (AUT)      | 1:32.165  |
| 3.   | Johannes Ludwig (GER)     | 1:32.532  |
| 4.   | Andi Langenhan (GER)      | 1:32.647  |
| 5.   | Dominik Fischnaller (ITA) | 1:32.714  |
| 6.   | Ralf Palik (GER)          | 1:32.723  |
| 7.   | Tucker West (USA)         | 1:32.790  |
| 8.   | Chris Mazdzer (USA)       | 1:33.122  |

### Ženy, jednotlivkyně
| Poř. | Sáňkařka                    | Body |
| ---- | --------------------------- | ---- |
| 1.   | Natalie Geisenberger (GER)* | 895  |
| 2.   | Tatiana Ivanova (RUS)       | 771  |
| 3.   | Tatjana Hüfner (GER)        | 769  |
| 4.   | Erin Hamlin (USA)           | 747  |
| 5.   | Summer Britcher (USA)       | 726  |
| 6.   | Dajana Eitberger (GER)      | 712  |
| 7.   | Elīza Cauce (LAT)           | 583  |
| 8.   | Emily Sweeney (USA)         | 537  |
| 9.   | Viktoria Demčenko (RUS)     | 425  |
| 10.  | Kimberley McRae (CAN)       | 391  |

- (*vítěz 2015)

### Ženy, jednotlivkyně, sprint
| Poř. | Sáňkařka                   | Agg. time |
| ---- | -------------------------- | --------- |
| 1.   | Dajana Eitberger (GER)     | 1:30.016  |
| 2.   | Natalie Geisenberger (GER) | 1:30.061  |
| 3.   | Summer Britcher (USA)      | 1:30.132  |
| 4.   | Tatiana Ivanova (RUS)      | 1:30.279  |
| 5.   | Tatjana Hüfner (GER)       | 1:30.344  |
| 6.   | Emily Sweeney (USA)        | 1:30.543  |
| 7.   | Elīza Cauce (LAT)          | 1:30.692  |
| 8.   | Erin Hamlin (USA)          | 1:30.727  |
| 9.   | Viktoria Demčenko (RUS)    | 1:30.784  |
| 10.  | Kimberley McRae (CAN)      | 1:30.834  |

### Páry
| Poř. | Sáňkař                             | Body |
| ---- | ---------------------------------- | ---- |
| 1.   | Tobias Wendl Tobias Arlt           | 1037 |
| 2.   | Toni Eggert Sascha Benecken*       | 962  |
| 3.   | Peter Penz Georg Fischler          | 785  |
| 4.   | Christian Oberstolz Patrick Gruber | 668  |
| 5.   | Matthew Mortensen Jayson Terdiman  | 532  |
| 6.   | Andris Šics Juris Šics             | 530  |
| 7.   | Emanuel Rieder Patrick Rastner     | 486  |
| 8.   | Andrej Bogdanov Andrej Medvedev    | 482  |
| 9.   | Robin Geueke David Gamm            | 481  |
| 10.  | Tristan Walker Justin Snith        | 449  |

- (*vítěz 2015)

### Páry, sprint
| Poř. | Sáňkař                               | Agg. time |
| ---- | ------------------------------------ | --------- |
| 1.   | Tobias Wendl Tobias Arlt             | 1:35.013  |
| 2.   | Toni Eggert Sascha Benecken          | 1:35.320  |
| 3.   | Peter Penz Georg Fischler            | 1:35.378  |
| 4.   | Christian Oberstolz Patrick Gruber   | 1:35.658  |
| 5.   | Matthew Mortensen Jayson Terdiman    | 1:35.780  |
| 6.   | Alexander Denisjev Vladislav Antonov | 1:36.186  |
| 7.   | Thomas Steu Lorenz Koller            | 1:36.197  |
| 8.   | Tristan Walker Justin Snith          | 1:36.222  |
| 9.   | Ludwig Rieder Patrick Rastner        | 1:36.325  |
| 10.  | Robin Geueke David Gamm              | 1:36.448  |

### Týmy
| Poř. | Země     | Body |
| ---- | -------- | ---- |
| 1.   | Německo* | 491  |
| 2.   | Rusko    | 385  |
| 3.   | USA      | 375  |
| 4.   | Kanada   | 355  |
| 5.   | Lotyšsko | 325  |
| 6.   | Itálie   | 322  |
| 7.   | Rakousko | 286  |
| 8.   | Polsko   | 227  |
| 9.   | Rumunsko | 216  |
| 10.  | Česko    | 156  |

- (*vítěz 2015)